# Піжмурки

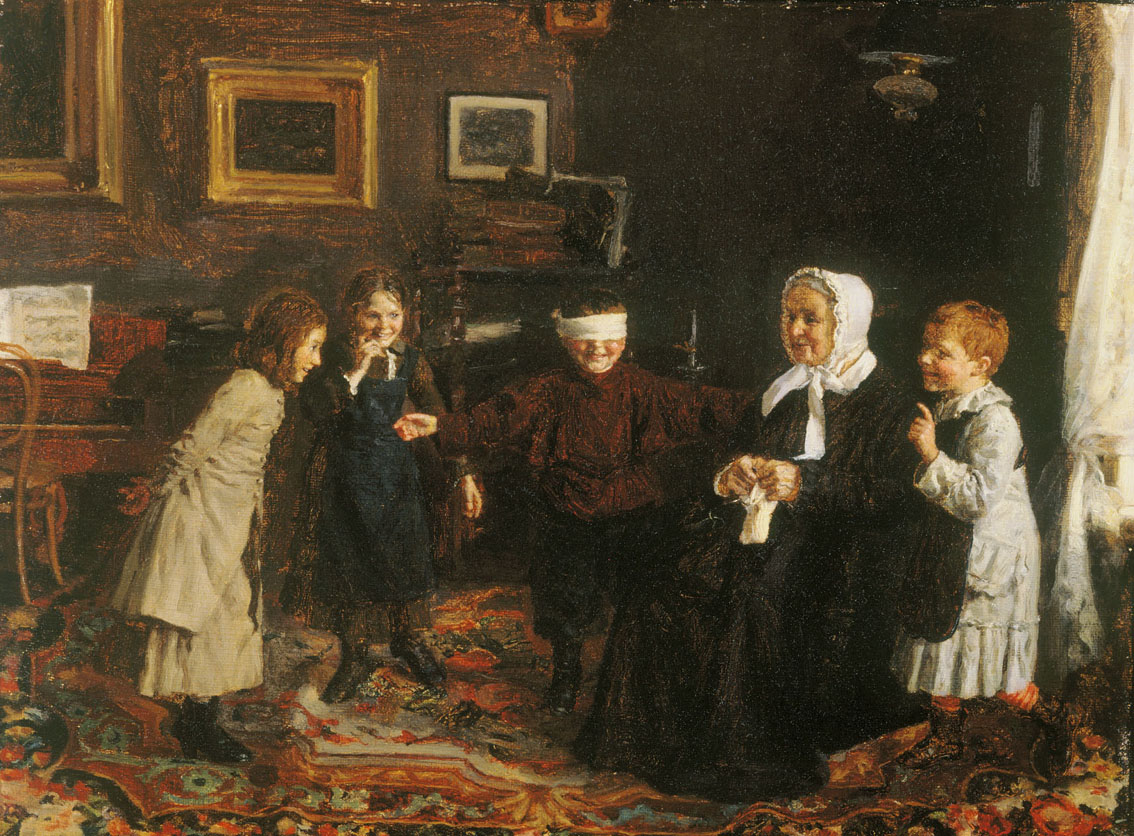
Г. Ф. Рибаков Гра в піжмурки, XIX ст.

Пі́жмурки — старовинна народна гра, під час якої один із учасників із зав'язаними очима ловить або відшукує інших. Інші назви — жму́рки, ки́ці-баба, ку́ца-баба, ку́ці-баба, ці́ці-баба, панас.

## Інше
- «Жмурками» («жмурами») називають також хвилі на поверхні води[3][4].